# Trinella leucobunus
Trinella leucobunus was een hooiwagen uit de familie Agoristenidae. De originele naamcombinatie (protoniem) was Avima leucobunus Roewer, 1949. Een volgende naamrecombinatie werd gepubliceerd als Trinella leucobunus (Roewer, 1949) [Het was een spelfout als "leucobuna" gesteld door Pinto-da-Rocha 1996].
Na 2023 de geldige combinatie is Avima albiornata (Goodnight & Goodnight, 1947), als junior synoniem gesteld door García, Kury & Villarreal-M (2022).